# Tanedjemet
Tanejemet o Tanedjemi (t3-nḏm.t) va ser una reina egípcia de la XIX dinastia. Era una filla del Rei i esposa del Rei, però no se sap de quins reis es tracta. Els egiptòlegs tanmateix la suposen filla de Ramsès I i esposa de Seti I.
| G1 · t | M29 | Aa15 · Z4 · Y1 | B1 |

| G1 · t | M29 | Aa15 · Z4 · Y1 | B1 |

La tomba de la reina Tanedjemet a la Vall de les Reines va ser descrita per Lepsius al Denkmäler. La seva identitat ha estat motiu de debat. Bertha Porter i Rosaline Moss, en la seva obra de 1964, suggereigen fins i tot que aquesta reina pot datar realment de la dinastia XX.
Hari (1965) i Thomas (1967) havien conjecturat que l'element Ta del nom s'havia de llegir com a Mut, convertint així el nom de la reina en Mutnedjmet. Aquesta lectura i el suggeriment associat que aquesta era la tomba de la dona d'Horemheb ja no s'accepta.
La tomba de Tanedjemet és la QV33 i es troba a la Vall de les Reines. Va ser descrita per Lepsius que li va donar el número 14. La reina Tanedjemet tenia els títols de Filla del Rei i de Mestressa de les Dues Terres. Se la representa amb la gorra de voltor, que normalment s'associa amb les reines. La tomba està en mal estat. No queda gran part de la decoració original. La tomba probablement va ser saquejada a finals de la dinastia XX i reutilitzada durant la dinastia XXVI. A la tomba s'hi van trobar una gran quantitat de vidre i altres materials que dataven d'aquest període. Durant l'època romana s'hi van enterrar un gran nombre de mòmies, segurament durant els segles II i III d.C.